# 格尼洛耶农村居民点
格尼洛耶农村居民点（俄语：Гниловское сельское поселение）是俄罗斯联邦沃罗涅日州奥斯特罗戈日斯克区所属的一个农村居民点。其下辖有8个居民点，行政中心为格尼洛耶。据2016年统计，该农村居民点的人口为3917人。